# Hans Heinrich Hofrichter

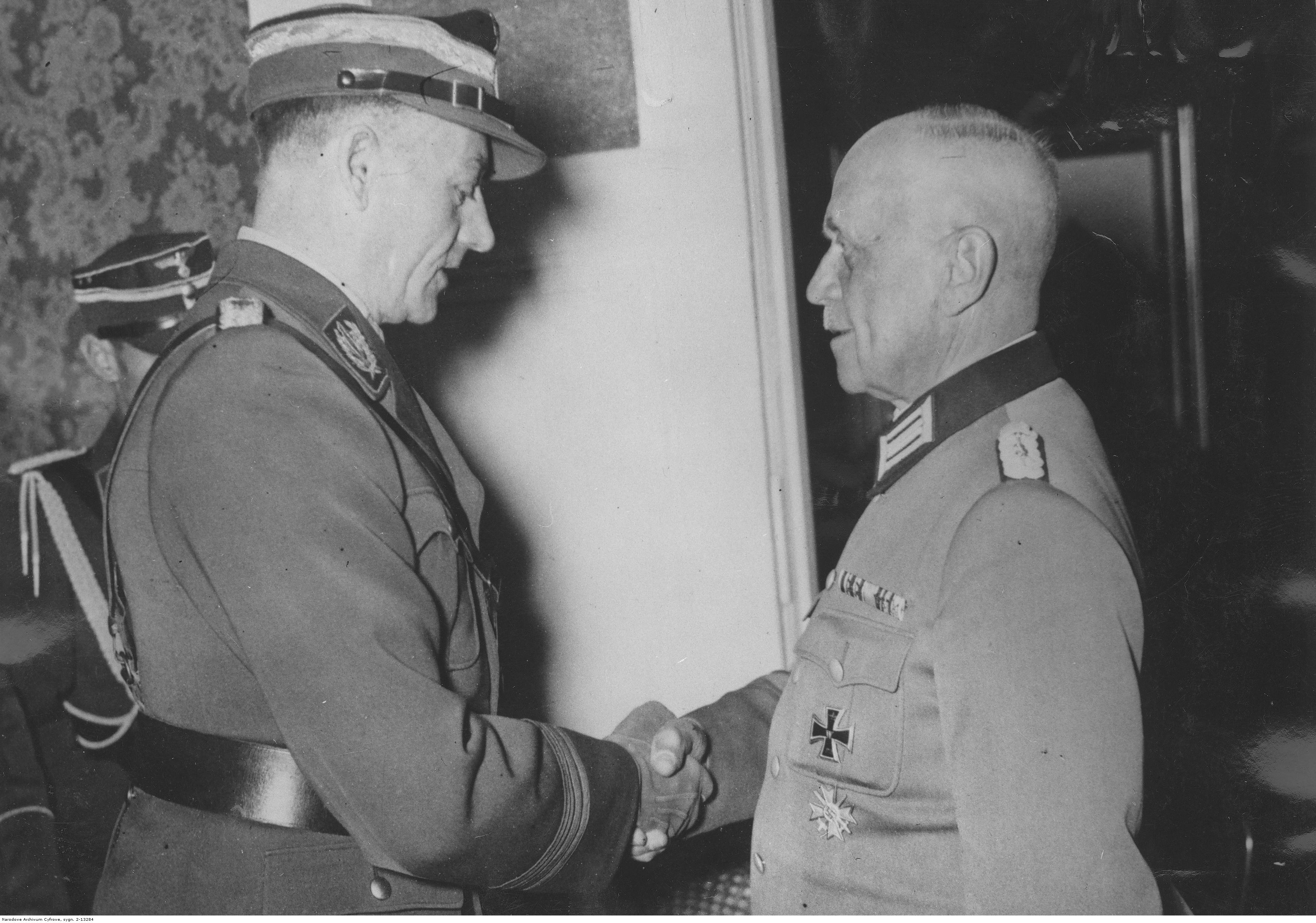
SA-Stabschef Viktor Lutz gratuliert Hans Heinrich Hofrichter zum 80. Geburtstag und seiner Beförderung zum SA-Brigadeführer

Hans Heinrich Oliver Hofrichter (* 29. März 1863 in Königsberg; † 14. April 1945 in Prag) war ein deutscher Offizier und SA-Führer, zuletzt im Rang eines SA-Brigadeführers. Er war der älteste Offizier, der im Zweiten Weltkrieg auf deutscher Seite im aktiven Militärdienst stand.

## Leben
Hofrichter nahm als Offizier am Ersten Weltkrieg teil, in dem er mit dem Eisernen Kreuz beider Klassen ausgezeichnet wurde.
Zum 1. Dezember 1930 trat er in Stettin in die NSDAP ein (Mitgliedsnummer 382.356). In den 1930er Jahren war er Oberführer im Stab der SA-Gruppe Berlin-Brandenburg.
Bei Ausbruch des Zweiten Weltkriegs meldete sich Hofrichter, der damals in Berlin-Steglitz wohnte, freiwillig zur Wehrmacht. Als Oberstleutnant z.V. war er der älteste im aktiven Dienst der deutschen Armee stehende Offizier im Krieg. Anlässlich seines 80. Geburtstags wurde Hofrichter durch ein Handschreiben Adolf Hitlers zum Oberst befördert. Außerdem suchte der Stabschef der SA, Viktor Lutze, Hofrichter persönlich auf und ernannte ihn zum Brigadeführer in der SA. Die Beförderungen sowie die photographisch festgehaltene Szene der Begegnung Lutze-Hofrichter wurden von der NS-Propaganda im Rahmen der zu diesem Zeitpunkt (Frühjahr 1943) verstärkt einsetzenden Durchhaltepropaganda entsprechend ausgeschlachtet und fanden selbst in der Presse des alliierten Auslandes Beachtung.